# 弗罗伊登贝格 (巴伐利亚州)
弗罗伊登贝格（德語：Freudenberg，發音：[ˈfʁɔʏdn̩ˌbɛʁk] ⓘ）是德国巴伐利亚州上普法尔茨行政区安贝格-苏尔茨巴赫县的市镇，面积78.81平方千米，2023年12月31日人口为4,123人。